# Fiat 170/190
La série Fiat 170/190, commercialisée aussi sous le nom OM sur les marchés italiens et suisses, Unic en France et Magirus-Deutz en Allemagne, est un camion polyvalent lourd, porteur ou tracteur de semi-remorques, fabriqué par le constructeur italien Fiat V.I. de 1975 à 1984.
Il fait partie de la très grande famille des camions lourds longs trajets de Fiat V.I.. Ce véhicule a remplacé le très réputé Fiat 619 qui sera fabriqué encore pendant plusieurs années en Turquie, au Nigeria et en Argentine pour répondre aux demandes des transporteurs locaux.
Cette série sera la première à être équipée de la nouvelle cabine "H" haute Fiat basculante qui sera ensuite généralisée sur toute la gamme des filiales qui formeront le groupe IVECO.

## Histoire
Le code de la route italien était, à l'époque, assez restrictif pour les constructeurs de véhicules industriels en limitant la charge à l'essieu à 10 tonnes, ce qui obligeait à augmenter le nombre d'essieux. C'est ainsi que les camions italiens des années 1950 à 70 ont été surnommés "mille pattes" en raison des quatre essieux du porteur et des quatre essieux de la remorque. Les semi-remorques, peu répandus sauf pour les citernes, ne comportaient que cinq essieux, deux ou trois sur le tracteur et trois ou deux sur la semi mais ne disposaient que de 40 t de PTRA, alors que celui d'un train routier 4+4 était de 44 tonnes. Par comparaison, en France où la charge à l'essieu a toujours été de 13 t (au lieu de 10 t en Italie) le PTRA ne pouvait dépasser 35 tonnes !!
La réforme du code de la route européen tardant à venir, Fiat présente au printemps 1975, alors qu'il vient tout juste de regrouper ses filiales poids lourds dans IVECO, la série 170/190 qui va être la première série de poids lourds unifiés qui sera produite dans les trois pays des constructeurs Fiat et OM pour l'Italie, Fiat-Unic pour la France et Magirus-Deutz pour l'Allemagne.
Cette série est connue sous les deux appellations, Fiat 170 / OM 170 en Italie et Magirus 170 en Allemagne car le nouveau code européen ne devait pas autoriser plus de 17 tonnes sur un porteur 4x2 et Unic 190 en France, où les 19 tonnes étaient toujours en vigueur.
Lorsque l nouveau code italien apparaît en 1976, il reprend les grandes lignes du "futur" code européen ce qui a changé quelque peu les contraintes et accorde aux transporteurs italiens :
- 18 t sur un 4x2 normal, 20 t pour un 4x2 de chantier homologué MO ("mezzo d'opera"),
- 24 t pour un porteur 6x2,
- 30 t pour un 6x4 normal, 33 t pour un véhicule chantier MO,
- 36 t pour un 8x4 normal, 40 t pour un véhicule MO,
- 40 t pour un semi-remorque avec un tracteur en 4x2 et 3 essieux dont un essieu simple autodirectionnel sur la semi, (à partir de 1982, le PTRA autorisé est passé à 43,2 tonnes),
- 44 t pour un train routier type 6x2/2 pour le porteur et idem pour la remorque, comme pour un semi-remorque avec un tracteur en 4x2 et 3 essieux dont un essieu simple autodirectionnel sur la semi.
- 56 t pour une semi de chantier MO.

Ces capacités de transport sont assorties d'une contrainte : disposer d'une puissance de 8 ch par tonne transportée, d'où la fameuse barre des 352 ch pour respecter ce minimum 44 tonnes x 8 ch/t = 352 ch DIN.
Le dernier né de chez Fiat ne disposait que de 330 ch mais était homologué sous l'ancien code. Pour éviter d'avoir à ajouter un essieu, Fiat lança dès l'été 1976 une version 170/190.35 dont le nouveau V8 de 17 174 cm3 développait la puissance minimale requise de 352 ch. C'était le premier moteur en Europe à passer le cap des 350 ch.

### L'essor de la version semi-remorque
Durant toutes les années d'après guerre, les transporteurs italiens ont toujours favorisé les ensembles routiers au détriment des semi-remorques, beaucoup aidés en cela par les dispositions de leur code de la route. Les semi-remorques étaient quasiment le domaine réservé des citernes mais le développement du transport international par containers de 40 pieds notamment, impliquait l'utilisation d'un semi remorque.
En 1978, alors que la production des anciens Fiat 180 6x2/2 avait été arrêtée et devant répondre à la forte demande croissante de ces mêmes transporteurs de pouvoir disposer directement d'un tracteur pour semi-remorques ne nécessitant pas une transformation par un carrossier spécialisé pour devenir un 6x2/2 et une homologation pour circuler avec la charge maximale autorisée (44 tonnes), IVECO, la marque qui s'est substituée à Fiat V.I., lance la gamme 220/240 en 1979 où :
- IVECO 220 est un tracteur en configuration 6x2/2 avec le second essieu directeur placé juste devant l'essieu moteur. Le constructeur abandonne la solution des 6x2 inversés comme c'était le cas sur les Fiat 180 et Fiat 691. Le tracteur "220" plus une semi traditionnelle italienne à 3 essieux disposait ainsi d'un PTRA de 44 tonnes[2]
- IVECO 240 est un porteur en configuration 6x2/2 avec le 3e essieu autodirecteur placé après l'essieu moteur, sur un châssis long. Un ensemble routier avec un porteur "240" et une remorque à 3 essieux dont un autodirecteur disposait d'un PTRA de 44 tonnes.

Nota : Cette nouvelle gamme n'a pas été du goût des carrossiers industriels qui ont ainsi perdu en très peu de temps, toute leur activité. Privés des 4es essieux ajoutés, ils se voyaient ainsi privés également des 3es essieux sur les porteurs. Très peu de ces industriels réputés comme Viberti, Fresia, Isoli, Girelli, ont survécu.
La gamme "170/190" sera remplacée en 1984 par la série IVECO TurboTech et TurboStar pour couvrir la tranche lourde de transport de 18 à 44 tonnes.

## Le Fiat 170/190 en synthèse

### Fiat 170/1901resérie1975
Ce sera le premier modèle de la marque à offrir le choix entre plusieurs motorisations. Dès son lancement le client pouvait choisir entre
- le fameux et très robuste 6 cylindres en ligne 8210-02 de 13 798 cm3 de cylindrée développant 260 ch DIN, déjà utilisé sur la seconde série du Fiat 619 et sur le Fiat 697, et qui était très apprécié des transporteurs pour sa fiabilité légendaire et son couple énorme à très bas régime,
- le nouveau V8 8280-02 de 17 174 cm3 de cylindrée développant la puissance record, pour l'époque, de 330 ch. Aucun camion ne disposait en série d'un moteur de plus de 300 ch.

Ces deux moteurs étaient à injection directe sans turbocompresseur, accessoire connu mais très peu utilisé à l'époque sur les moteurs non fixes. Fiat V.I. avait équipé dès 1955 un modèle Fiat 682S produit au Mexique par DINA et en Argentine par Fiat V.I. Argentina d'un compresseur volumétrique, qui avait les mêmes effets que le turbocompresseur.
La cabine était toute nouvelle et inaugurait la nouvelle génération de cabines unifiées du groupe, le type "T".
La série 170/190 a été fabriquée essentiellement à Turin mais aussi en France dans l'usine Unic de Trappes et en Allemagne dans l'usine Magirus-Deutz d'Ulm.
Pour la première fois sur un camion italien, la conduite était comme partout en Europe (sauf en Grande-Bretagne) à gauche.

#### Caractéristiques techniques1resérie1975
- Moteurs Fiat type :
  - 8210-02 - 13 798 cm3 - 260 ch DIN - injection directe sans turbo,
  - 8280-02 - 17 174 cm3 - 330 ch DIN - injection directe sans turbo,
- Boîte de vitesses mécanique : Fiat 8+2 + réducteur, Fuller 13 rapports ou ZF en option,
- PTAC : sur porteur 4x2 : 14,0 t (18 t à partir de 1976) en Italie, 18,0 t en Europe, plus remorque de 18,0 t.
- PTAC : sur porteur 6x2 : 18,0 t en Italie avec 3e essieu orientable et relevable, (24 t à partir de 1976),
- PTRA tracteur semi remorques : Version T : 44,0 t et train routier porteur + remorque 3+3 essieux : 44,0 tonnes.

Comme d'habitude à cette époque en Italie comme dans bien d'autres pays, les carrossiers spécialisés transformaient les camions porteurs 4x2 en 6x2 avec l'adjonction d'un essieu autodirecteur et relevable à l'arrière :
- pour les versions route, l'essieu était placé après l'essieu moteur avec allongement du châssis ce qui permettait une combinaison 3+3 de 44 tonnes en Italie,
- pour les versions chantier, le châssis choisi était la version longue et l'essieu était ajouté devant l'essieu moteur ; le PTAC passait alors de 14 à 20 tonnes en Italie avant 1976, 24 tonnes ensuite.

### Fiat 170/1901resériebis 1976
Lorsque le nouveau code de la route italien fut applicable, Fiat V.I. a adapté son nouveau modèle aux nouvelles normes et le constructeur italien lança les modèles actualisés 170/190.35.
Ces modèles étaient équipés de la nouvelle version du moteur V8 Fiat 8280.22 de 17 174 cm3 développant 352 ch à seulement 1 500 tr/min. Le couple maximum étant garanti dès 1 000 tr/min. Avec ce moteur, le camion avec remorque, ou la version semi-remorque respectait la puissance minimale imposée par le code italien de 8 ch DIN par tonne soit 352 ch pour le maximum légal sur route de 44 tonnes. Le "petit" moteur de 260 ch restera au catalogue pour les marchés dont les transporteurs ne demandent pas de fortes puissances, comme la France ou l'Allemagne.

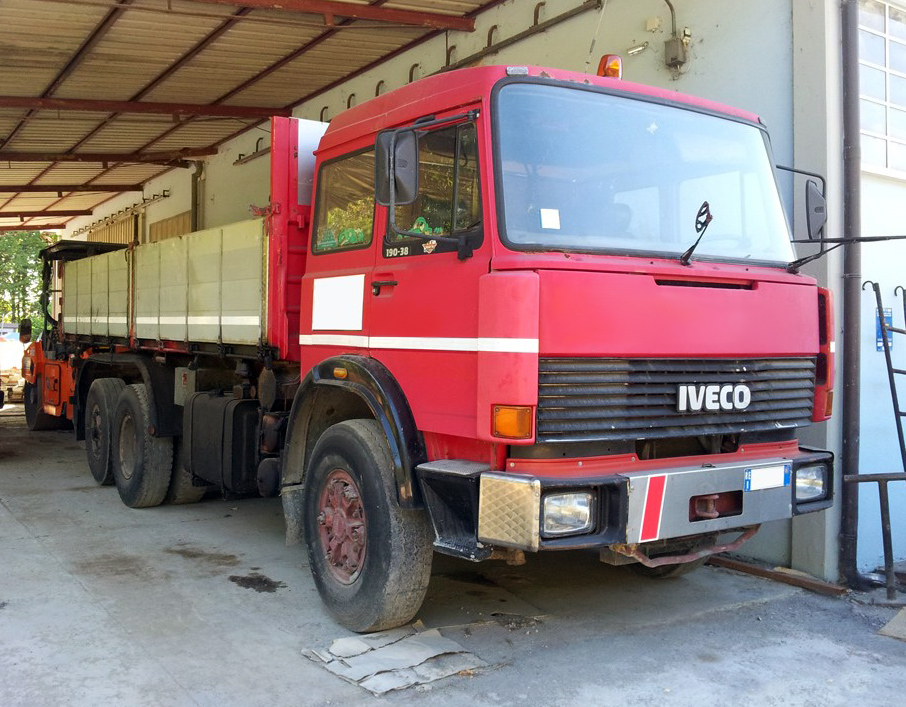
Iveco 190.38 avec 3ème essieu arrière

### Fiat 170/1902desérie 1978
Après l'entrée en vigueur des nouvelles dispositions du code de la route italien, la demande du marché se fit sentir au niveau du remplacement des anciens "mille pattes" par des véhicules plus ciblés. C'est ainsi que le constructeur lance sur le modèle "170" une large gamme de motorisations de 200, 260, 300 et 352 ch DIN. De plus, il lance une version quasiment réservée au marché italien, l'Iveco 180, un porteur 2 essieux, sachant que la version 3 essieux était l'Iveco 240. Le modèle "190" fait son apparition sur le marché italien, il était jusqu'alors quasiment réservé à l'exportation.
Progressivement, entre 1976 et 1980, les écussons sur les calandres vont voir la taille du logo IVECO augmenter et passer au centre de la calandre alors que les logos marques vont prendre la place de l'écusson IVECO en bas à droite, puis disparaître totalement en 1981.

#### Série Lourde 170/190
| Modèle                                                 | Années de production | Type moteur  | Cylindrée cm3 | Puissance ch DIN | PTAC/PTRA en tonnes |
| ------------------------------------------------------ | -------------------- | ------------ | ------------- | ---------------- | ------------------- |
| Fiat 170.26 N porteur                                  | 1975 - 1981          | 8210-02      | 13.798        | 260              | 14,0 - 32,0         |
| Fiat 190.26 N                                          | 1975 - 1981          | 8210-02      | 13.798        | 260              | 19,0 - 40,0         |
| Fiat 170.26 T - tracteur semi remorques                | 1975 - 1981          | 8210-02      | 13.798        | 260              | 38,0/40,0           |
| Fiat 170/190.33 N - Italie / porteur 6x2 train routier | 1975 - 1976          | 8280-02      | 17.174        | 330              | 18,0 - 44,0         |
| Fiat 170/190.33 - train routier 32,5/44 t selon pays   | 1975 - 1976          | 8280-02      | 17.174        | 330              | 18,0 - 44,0         |
| Fiat 170/190.33T                                       | 1975 - 1976          | 8280-02      | 17.174        | 330              | 38,0/44,0           |
| Fiat 170/190.35 N - Italie porteur 6x2 train routier   | 1976 - 1981          | 8280-22      | 17.174        | 352              | 18,0 - 44,0         |
| Fiat 170/190.35 - train routier 44 t selon pays        | 1976 - 1981          | 8280-22      | 17.174        | 352              | 18,0 - 44,0         |
| Fiat 170/190.35T                                       | 1976 - 1981          | 8280-22      | 17.174        | 352              | 38,0/44,0           |
| 220.35 Tracteur                                        | 1981 - 1985          | Fiat 8280.02 | 17.174        | 352              | 38,0/44,0           |
| 240.35 Porteur                                         | 1978 - 1982          | Fiat 8280.22 | 13.798        | 334              | 24,0/44,0           |
| Iveco 220.38 Tracteur                                  | 1982 - 1985          | Fiat 8280.20 | 17.174        | 380              | 40,0/44,0           |
| Iveco 180.35 Tracteur                                  | 1981 - 1985          | Fiat 8280.02 | 17.174        | 352              | 38,0/44,0           |

### Iveco 190 Turbo
En 1981, la demande croissante de puissance des pays les plus difficiles, dont l'Italie en raison de sa géographie accidentée, oblige IVECO, la marque qui s'est substituée à Fiat V.I. en 1980 sur toutes les calandres des véhicules, à équiper ses camions lourds de moteurs turbocompressés.
La série Fiat-Iveco 170/190 se transforme en simplement Iveco 190 Turbo et sera désormais équipée uniquement de moteurs Turbo dont le logo sera bien mis en évidence sur la cabine.

## La série Fiat 170/190 à l'étranger
La série Fiat 170/190 a été fabriquée dans les usines européennes de ses filiales :
- en France, par Unic-Fiat SA à Trappes, dans une configuration spéciale pour le marché français avec des moteurs de moindre puissance. On comptait les modèles porteurs et tracteurs 170U20 - 190U20 - 190U26 & 190U35.
- en Allemagne, par Magirus-Deutz à Ulm, dans une configuration spécifique, avec les moteurs Deutz refroidis par air (AH) et les moteurs Fiat refroidis par eau. On comptait notamment les modèles Magirus-Deutz 190.26, 190.29 et 320M19FL entre 1977 et 1982 puis Iveco Magirus 190.29AH Turbo et Iveco 190M25AH de 1982 à 1986, Iveco 330.30H 6x4 et 8x4 de 1982 à 1993,

En plus de l'Europe, la série Fiat 170/190 a aussi été produite à l'étranger :
- en Turquie par la filiale Fiat-Otoyol,
- en Argentine par Iveco Argentina, en version porteur et tracteur, les 190-29 et 190-33, équipés du moteur Fiat 8210-22, le fameux 6 cylindres en ligne de 13 798 cm3 développant 334 ch.
- au Brésil par Fiat Diesel, l'ancienne filiale d'Alfa Romeo, F.N.M., rachetée en 1979, dans les versions essentiellement tracteurs 190-33 et à partir de 1982, 190 Turbo.